# Arthezé
Arthezé é uma comuna francesa na região administrativa do País do Loire, no departamento de Sarthe. Estende-se por uma área de 8.65 km². Em 2010 a comuna tinha 385 habitantes (densidade: 44,5 hab./km²).